# Ophyx dochmotoma
Ophyx dochmotoma là một loài bướm đêm trong họ Erebidae.